# Šim'on bar Kochba
Šim’on bar Kochba (Koziba), (hebrejsky שמעון בר כוכבא‎, též שמעון בן כוסבא‎ nebo בן כוזיבא‎; v křesťanských pramenech zmíněn jako Βαρχωχεβας) byl vůdcem židovského protiřímského povstání v letech 132–135.
Jeho původní jméno zřejmě znělo bar (ben) Koseba. Jméno bar Kochba (syn hvězdy) mu bylo dáno na základě výroku rabiho Akivy, jenž jeho povstání dodal duchovní podporu.
| „                             | Rabi Šim'on bar Jochaj učil: „Můj učitel rabi Akiva vyložil (takto následující biblický verš Nu 24:17): „Vyjde hvězda z Ja’akova“ ve významu „Vyjde Koziba z Ja’akova.“ Když Rabi Akiva spatřil Bar Kozbu, řekl: „To je Pomazaný Král!“ (Mesiáš) Rabi Jochanan ben Torta mu řekl: „Akivo, tráva poroste mezi tvými žebry a syn Davidův ještě nepřijde.“ | “ |
| — Jerušalmi Ta’anit 4, 8; 68d | |   |

Poté mu byl dán lidový přídomek, který přejala především rabínská tradice, a to zkomolenina jeho jména na „Koziba“. Mnozí učenci věří, že jeho jméno je odvozeno od Chezib (Gn 38:5) nebo Chozeba (1Pp 4:22). Jiní míní, že to znamená „syn lži“, což získal po strašlivé porážce, kterou utrpěl, a podle toho, že si nárokoval titul Mesiáše. Avšak nejspíš je Kozeba patronym, který mu byl dán na výraz pohrdání (PlR 2,2). V dopisech, které adresoval svým spolubojovníkům, se označoval jako Nasi – „kníže“ Izraele. Z nich také víme, že se jednalo o tvrdého a přísného vůdce, jenž podrobil k poslušnosti nejen lid, ale i jeho starší včetně předních rabínů té doby.
Bar Kochbovu vzpouru, která si podle Diona Cassia vyžádala životy půl milionu Židů (nepočítaje ty, kteří byli prodáni do otroctví či zemřeli hladem), udusili Římané až po třech letech s nasazením téměř dvanácti legií a mnoha pomocných sil včetně námořnictva. Ztráty Římanů byly tak těžké (celá jedna legie včetně pomocných sborů byla naprosto zničena), že Hadrián ve své zprávě senátu vynechal obvyklou větu „Jsem zdráv a vojsko je v pořádku.“
Bar Kochba nalezl útočiště v pevnosti Bejtar, kam se stáhl po ztrátě Jeruzaléma. Podle Eusebia byl pád pevnosti způsoben dlouhotrvajícím obležením a nedostatkem jídla.
Jeruzalémský Talmud (J Ta’an 4, 8; 68d) tvrdí, že Hadrián neúspěšně obléhal Bejtar tři a půl roku, dokud jeden samaritán neprovedl léčku, v níž předstíral, že El’azar z Modi’in, jeden z předních učenců, s ním spolupracuje na kapitulaci a vydání města do rukou Římanů. Bar Kochba měl ihned poté El’azara zabít a krátce na to měla jako trest padnout i pevnost Bejtar. Podle tradice se tak mělo stát ve stejný den, kdy padly oba Chrámy – 9. Avu (podle Jeronýma se to stalo v srpnu, což by odpovídalo Avu).
V Talmudu se učí:
| „               | Bar Koziba vládl dva a půl roku a pak řekl rabínům: ,Já jsem Mesiáš.‘ Odpověděli: ,O Mesiášovi je psáno, že cítí a soudí, uvidíme, jestli on (Bar Koziba) to umí také.‘ Když viděli, že neumí soudit citem, zavraždili ho. | “ |
| — Sanhedrin 93b | |   |

Pro Židy byl pád Betaru katastrofou srovnatelnou s pádem Chrámu. Z obou verzí vyplývá, že obléhání Betaru bylo dlouhé a těžké a že k jeho pádu přispěly neshody mezi Bar Kochbou a jeho muži. Talmud traduje, že z obleženého Betaru nikdo neunikl.
Osud Šim’ona bar Kochby je mimo jiné předmětem dramatické básně Bar Kochba Jaroslava Vrchlického z roku 1897 a opery Bar Kochba Stanislava Sudy z roku 1905.